# Taraščský rajón
Taraščský rajón (ukrajinsky Таращанський район) byl rajón v Kyjevské oblasti na Ukrajině. Hlavním městem byla Tarašča a rajón měl přibližně 27 tisíc obyvatel. 

## Sídla v rajónu
- Tarašča